# 일본 문학
일본 문학(日本文學, 일본어: 日本文学 니혼분가쿠[*])은 일본어로 적힌 문학 작품, 또는 그러한 작품이나 작가를 연구하는 학문을 뜻한다. 일본문학의 정의를 무엇으로 삼을 것인가에 대해서는 여러 가지 주장이 있어서, 언어, 발표된 지역, 문학의 형식 등 여러 가지 요소가 고려된다(최근에는 외국 국적의 작가가 일본어 작품을 쓰는 사례와 같이, 국적이나 거주지가 언어와 일치하지 않는 경우도 있다는 점을 고려하여, 일본어문학이라는 호칭이 사용되는 일도 있다).

## 시대구분에 의한 분류
역사학과 같이 정권의 이동에 초점을 맞추는 경우가 언제나 합당하다고는 볼 수 없으나, 이것을 기준으로 삼는 경우가 많다. 또한 상대(上代)・중고(中古)・중세(中世)・근세(近世)・근현대(近現代)와 같은 구분에는 연구자에 따라 다른 의견도 있어서, 중고를 설정하지 않는 경우도 있다. 근대와 현대의 구분에 대해서도 여러 가지 설이 있어서 정해져 있지 않다.
마루야 사이이치는 《칙찬집》에 따라 일본문학사의 역사구분을 할 것을 제안했다.

### 상대문학
약 나라 시대까지. 상대문학을 전기·후기로 나누어 보면, 전기는 신화·전설·가요가 많이 발생하였으나 문자가 없었던 시대이므로 입으로 전달되는 구송문학(口誦文學)이 발달하여 왔다. 그러다 후기에 들어와 문학 의식이 차츰 높아짐에 따라 여러 가지 장르로 나뉘어 발달하여 원시인의 소박한 모습으로부터 차츰 높은 문예적 성격을 나타내게 됨에 따라 한자 및 한자의 음과 뜻을 빌어 기재 문학으로 옮겨가게 되었다.
중국 대륙에서 한반도를 경유하여 한자가 유입되어, 한문과, 자신들의 말에 한자를 끼워맞춘 만요가나가 사용되었다. 이 무렵 신화·전설·가요를 집대성하여 《고지키》(712년) 《니혼쇼키》(720년)와 같은 역사서가 성립되었는데 특히 와카만을 모아 엮은《만요슈》가 나와 순문학을 수립했다.

### 중고문학
약 헤이안 시대에 해당한다. 한시・한문이 계속해서 번영을 누림과 함께, 첫 칙찬와카집인 고킨와카슈가 편찬되고, 와카가 한시와 대등한 위치를 점했다. 당시의 공식문서는 한자로 쓰여져 있었으나, 히라가나로 된 순수한 일본어에 의한 표현이 성행하기 시작하여, 기노 쓰라유키의 《도사 닛키》가 쓰여짐에 이어, 세이 쇼나곤의 수필 《마쿠라노소시》, 무라사키 시키부의 《겐지 모노가타리》 등 고전문학의 대표적인 작품이 나타나 일본 문학의 황금시대를 이룩하였다. 이 시대의 문학의 특징은 주관적이고 우미적 정취(優美的情趣)에 중심을 두었다는 데 있다. 또한 고유의 문자인 가나(假名)가 발달하여 특히 여성 작가에 의해 아름답고 고운 문학작품이 만들어졌다.

### 중세문학
약 가마쿠라 시대부터 아즈치모모야마 시대까지. 헤이안 시대 문학의 영향으로 소설·수필 등이 성행하였고 무사계급의 전란을 반영한 《헤이케모노가타리》(平家物語), 《호겐모노가타리》(保元物語) 등의 군담소설과 《호조키》(方戈記) 같은 수필문학이 나왔다. 무사들간의 전란이 오래 계속되었기 때문에 승려와 일부 은둔자들에 의해 씌어진 작품이 많아 불교사상과 염세적 사상이 깃들여 있다.
후지와라노 사다이에 등에 의한 화려한 기교에 특징이 있는 《신고킨와카슈》가 편찬되었다. 또한 현대일본어의 직계 선조라 할 수 있는 와칸콘코분을 사용한 많은 작품이 나타났다. 가모노 조메이의 《호죠키》, 요시다 겐코의 《츠레즈레구사》등이 여기에 해당한다. 작자 미상의 것으로 《헤이케 모노가타리》를 들 수 있다. 또한 사루가쿠의 발달이 눈에 띈다.

### 근세문학
약 에도 시대의 문학. 오토기조시의 흐름을 따라 가나조시나 이하라 사이카쿠 등의 우키요조시가 나타났다. 또한 이제까지의 문학이 주로 귀족·승려에 의해 이루어졌으나 이 시대의 문학은 신흥 서민계급이 주체가 되었다. 이들은 낙천적 생활을 즐겼으므로 오락적인 문학이 발달하여 새로운 문학의 장르가 나타났다. 이 때 당시 가부키나 조루리가 흥하여 인기몰이를 했다. 하이카이가 유행하여 마쓰오 바쇼, 고바야시 잇사 등의 인물들이 활약했다.

### 근현대문학
메이지 시대 이후. 개국과 함께 서양의 문명이 흘러들어와 문명개화가 일어나자 일본 문학도 큰 영향을 받았다. 서양 근대소설의 이념이 유입되어 쓰보우치 쇼요의 《소설 신수》, 후타바테이 시메이의 《소설 총론》《우키구모》 등에 의한 실질적 근대 일본문학이 출발했다. 흔히 말하는 '문학'이라는 개념은 이때 생겨났다.
메이지 20년 전후부터 근대문학이 싹트기 시작하여 사실주의에 이어 낭만주의가 문단에 등장하였다. 그리고 서구의 자연주의가 들어와 문단의 주류가 되어 시단에 혁신운동이 일어났다. 그러나 자연주의에 반대하는 신이상주의문학이 일어났고, 다이쇼 말기로부터 쇼와 10년까지는 예술지상주의(藝術至上主義)적 문학과 사회주의적 문학이 대립을 하였다.
제2차 세계 대전이 일어나자 전쟁에 협력하는 전쟁문학만이 허용되어 문학은 전쟁 일색으로 변하고 문학정신은 어둠 속에 잠겨 버렸다. 전후의 문학은 전전의 문학을 추구하여 전전(戰前)의 프롤레타리아 문학 운동의 왜곡된 점을 시정하고 자유정신을 회복하고 새 정치와 문학의 관계를 수립하고자 했다. 이 점은 주로 근대문학에 의하여 비평가들이 정치의 우위성으로부터 문학을 탈환하여 문학의 자율성을 인정하고자 했다. 전전 일본의 지식인들이 파시즘과 전쟁에 대한 저항운동을 조직하지 못한 점을 반성하고, 거기에 일본인의 근대적 인간의 자아의 미성숙을 인정하려고 새로운 시대의 인간의 밑바닥에 근대적 자아의 확충을 꾀하게 됨과 동시에 전후 세대의 자기 주장과 관련된 문예비평의 전개와 호응하여 소설 분야에서도 전전의 문학과는 다른 새로운 시대의 문학작품이 등장하였다.
그러한 작품들 속에 담겨진 공통된 특징은 다음과 같다.
1. 자연주의와 사소설(私小說)의 전통으로부터 이탈하여 비참한 전쟁을 통한 체험과 인간을 내부에서부터 포착하려는 영혼의 리얼리즘 등이 전후 작가의 필연적인 수법이 되었다.
2. 실존주의적 경향이다. 전시하(戰時下)에서의 극한적 체험과 존재의 본질을 추구하여 새로운 세계관과 인생관을 확립하려는 경향이 전후문학(戰後文學) 작품에 담기게 되었다.
3. 평화 애호의 문학으로 옮겨가게 되었다. 전쟁에 시달리고 지친 모든 국민과 문학가들은 전쟁을 반대하는 평화 애호를 부르짖게 되고, 비키니 환초에서의 미국 원자탄 실험에 대하여 일본의 시인들은 이구동성으로 평화애호의 시를 발표함으로써 호소한 사실로서도 알 수 있다.

## 작가
- 일본 전후 문학자 차트 보관됨 2011-11-20 - 웨이백 머신

## 같이 보기
- 아오조라 문고
- 일본 SF
- 라이트 노벨

## 참고 자료
- 이 문서에는 다음커뮤니케이션(현 카카오)에서 GFDL 또는 CC-SA 라이선스로 배포한 글로벌 세계대백과사전의 내용을 기초로 작성된 글이 포함되어 있습니다.